# Ministro de Asuntos Estratégicos de Israel
El Ministro de Asuntos Estratégicos de Israel (en hebreo: שר לנושאים אסטרטגיים, transliteración: Sar LaNos'im Astrategi'im) es el jefe político del Ministerio de Asuntos Estratégicos de Israel y un miembro del gabinete. La cartera y el ministerio fueron creados en 2006 por Avigdor Lieberman, cuyo partido Yisrael Beiteinu acababa de unirse a la coalición gobernante. Lieberman había exigido la cartera de Seguridad Interna, pero en ese momento él estaba bajo investigación policial, y el puesto ya estaba ocupado por Avi Dichter. Como resultado se creó un nuevo ministerio, encargado de la coordinación de la seguridad, la inteligencia y las iniciativas diplomáticas relativas a Irán y otras amenazas estratégicas, reportando al primer ministro, Ehud Olmert. Lieberman dejó el gobierno el 18 de enero de 2011 y el ministerio fue cerrado tres meses después.
Después de la formación de un nuevo gobierno en marzo de 2009, el cargo y el ministerio fueron restablecidos; tras las elecciones del 2013, el ministerio fue fusionado con el Ministerio de Inteligencia, así como el Ministerio de Relaciones Internacionales. Ron Dermer es el actual ministro.

## Lista de Ministros de Asuntos Estratégicos
| N.º                            | Nombre                | Retrato | Partido                  | Duración del mandato    | Duración del mandato    |
| ------------------------------ | --------------------- | ------- | ------------------------ | ----------------------- | ----------------------- |
| 1                              | Avigdor Lieberman     |         | Yisrael Beiteinu         | 30 de octubre de 2006   | 18 de enero de 2008     |
| 2                              | Ehud Olmert (como PM) |         | Kadima                   | 18 de enero de 2008     | 13 de abril de 2008     |
| Ministerio abolido (2008–2009) |                       |         |                          |                         |                         |
| 3                              | Moshe Ya'alon         |         | Likud                    | 31 de marzo de 2009     | 18 de marzo de 2013     |
| 4                              | Yuval Shteinitz       |         | Likud                    | 18 de marzo de 2013     | 30 de noviembre de 2014 |
| 5                              | Gilad Erdan           |         | Likud                    | 20 de mayo de 2015      | 17 de mayo de 2020      |
| 6                              | Orit Farkash Hacohen  |         | Azul y Blanco            | 17 de mayo de 2020      | 30 de noviembre de 2020 |
| 7                              | Michael Biton         |         | Azul y Blanco            | 30 de noviembre de 2020 | 13 de junio de 2021     |
| 8                              | Yair Lapid            |         | Yesh Atid                | 13 de junio de 2021     | 29 de diciembre de 2022 |
| 9                              | Ron Dermer            |         | No es miembro del Knéset | 29 de diciembre de 2022 | En el cargo             |